# Thiodina puerpera
Thiodina puerpera är en spindelart som först beskrevs av Nicholas Marcellus Hentz 1846.  Thiodina puerpera ingår i släktet Thiodina och familjen hoppspindlar. Inga underarter finns listade i Catalogue of Life.